# ميتشياكي واتانابي
ميتشياكي واتانابي (渡辺宙明 واتانابي ميتشياكي) هو ملحن ياباني ولد في 19 أغسطس 1925 في ناغويا، آيتشي.

## وصلات خارجية
- ميتشياكي واتانابي على موقع IMDb (الإنجليزية)
- ميتشياكي واتانابي على موقع ميوزك برينز (الإنجليزية)
- ميتشياكي واتانابي على موقع أول ميوزيك (الإنجليزية)
- ميتشياكي واتانابي على موقع ديسكوغز (الإنجليزية)
- ميتشياكي واتانابي على موقع قاعدة بيانات الفيلم (الإنجليزية)
- ميتشياكي واتانابي على موقع ANN person (الإنجليزية)